# Isolumpia
Isolumpia (лат.) — род мельчайших жуков из семейства перокрылки (Ptiliidae). Австралия, Новая Гвинея.

## Описание
Жуки микроскопического размера. Длина тела менее 1 мм (0,45 мм). От близких таксонов отличаются морфологией мезостернального выступа между средними тазиками и следующими признаками: проторакс в 1,9 раза шире своей длины, формула мембранных щетинок заднего крыла 9+45+21, двузубчатым пигидиумом, усики 11-члениковые (третий сегмент короче в длину, чем сегменты IV и V вместе взятые), плевральная область проторокса с дермальными железами, метастернальный выступ отсутствует, область между средними тазиками занята мезостернальным выступом. Тело вытянутое, овально-цилиндрическое; коричневого цвета.
Относится к трибе Nanosellini, включающей самых мелких жуков мировой фауны (Nanosella fungi и Scydosella musawasensis).
- Isolumpia divina Deane, 1931
- Isolumpia propeflava Deane, 1934[4]